# Niccolò Niccoli
Niccolò Niccoli (1364-1437) (* Florença, 1364 - † Florença, 22 de Janeiro ou 3 de Fevereiro de 1437), foi humanista, bibliófilo, literato e bibliotecário italiano.  Junto com Petrarca, Luigi Marsili (1342-1394), Coluccio Salutati, Poggio Bracciolini e Cosimo de' Medici (1389-1464) foi um dos maiores colecionadores de livros de sua época, e inventor da escrita cursiva.  Foi amigo de Leonardo Bruni (1369-1444), Lorenzo Valla, Ambrogio Traversari, Paolo Toscanelli e Nicolau Cusano (1401-1464).

## Biografia
Niccolò nasceu em Florença, filho de um comerciante de lãs, Bartolomeo Niccoli, e logo seguiu a arte do pai junto com os irmãos até quando, atraído pelo clima cultural florentino do fim do século, começou a frequentar o Círculo do Espírito Santo e a participar das reuniões acadêmicas dos literatos e frequentadores, como Luigi Marsili e Coluccio Salutati, tornando-se assim ferrenho defensor da nova corrente humanística.
Dedicou-se quase completamente aos estudos da Antiguidade tornando-se exímio colecionador e bibliófilo, contando com o apoio de Cosimo de' Medici e, sob a orientação de Poggio Bracciolini, adotou o uso de tipos minúsculos carolíngeos e enfileirando-se no rol dos refinados copistas da literatura clássica cuja divulgação se traduziu através de suas numerosas publicações.
Fez parte do círculo de estudiosos que o incentivaram ao estudo do grego primeiro com Manuel Crisolaras, de 1397 a 1440, seguido por Guarino Veronese, Giovanni Aurispa (1376-1459), e finalmente Francesco Filelfo (1398-1481).
O seu classicismo intransigente e o seu caráter intolerante foram a causa das numerosas inventivas escritas pelos seus adversários como Guarino e Filelfo, e também de amigos como Leonardo Bruni, que também o acusou de falta de criatividade.  Ele era visto principalmente como um esnobe apaixonado pela filologia latina, que muitas vezes criticava os mais experientes de usar o vulgarismo, fruto da contração de termos latinos: por isto não apreciava os autores de língua vulgar e várias vezes declarou sua aversão por Dante, Petrarca e Boccaccio, preferindo claramente Lucrécio, Plauto, Virgílio e Cícero.  O seu rigor ortográfico se baseia frequentemente nas raízes do humanismo florentino, despertando um interesse pelo classicismo e pela pureza que logo se estenderam também às artes visuais.
Niccoli foi um grande pesquisador dos manuscritos gregos e latinos assim como seu amigo Nicolau de Cusa e frequentemente se erigia em promotor das pesquisas dos amigos, como no caso dos cardeais Niccolò Albergati (1375-1443) e Giuliano Cesarini (1398-1444) para os quais ele preparou em 1431 o Itinerarium ou Commentarium que consistia em uma lista de autores latinos que deveriam ser pesquisados nos monastérios alemães.
Durante as duas viagens realizadas em 1424 e 1426 ele ficou impressionado com a quantidade e beleza das ruínas romanas e começou a colecionar com paixão obras de arte (pinturas, mármores, vasos, artigos de bronze, moedas, inscrições) que recolheu em sua casa.
Vespasiano da Bisticci (1421-1498) escreveu na sua obra Vite (Vidas) um perfil de Niccolò Niccoli definindo-o como uma pessoa de cultura refinada.
Interessou-se também pelo estudo da geografia e segundo testemunho de algumas pessoas, dentre eles Guarino, ele foi o autor de um tratado ortográfico, ainda inexistente, a única obra da qual se tem notícia.
Quando ele morreu em 22 de Janeiro de 1437, todos os manuscritos que ele possuía, por volta de oitocentos livros, dos quais cem eram em grego, foram entregues, (em obediência a disposição testamentária e confiados a dezesseis executores), a Cósimo de' Medici, que os doou à biblioteca dominicana do Convento de São Marcos.  Foi sepultado na Basílica de Santa Maria do Espírito Santo, em Florença.